# (9540) Mikhalkov
(9540) Mikhalkov est un astéroïde de la ceinture principale.

## Description
(9540) Mikhalkov est un astéroïde de la ceinture principale. Il fut découvert le 21 octobre 1982 à Naoutchnyï par Lioudmila Karatchkina. Il présente une orbite caractérisée par un demi-grand axe de 3,10 UA, une excentricité de 0,14 et une inclinaison de 2,6° par rapport à l'écliptique.

## Compléments